# Svizzera ai XXIII Giochi olimpici invernali
La Svizzera ha partecipato ai XXIII Giochi olimpici invernali, che si sono svolti dal 9 al 28 febbraio 2018 a PyeongChang in Corea del Sud, con una delegazione composta da 170 atleti più due riserve nel bob.

## Medaglie
| Riepilogo quotidiano | Riepilogo quotidiano | Riepilogo quotidiano | Riepilogo quotidiano | Riepilogo quotidiano | Riepilogo quotidiano |
| -------------------- | -------------------- | -------------------- | -------------------- | -------------------- | -------------------- |
| Giorno               | Data                 |                      |                      |                      | Totale               |
| 1º                   | 10                   | 0                    | 0                    | 0                    | 0                    |
| 2º                   | 11                   | 0                    | 0                    | 0                    | 0                    |
| 3º                   | 12                   | 0                    | 0                    | 0                    | 0                    |
| 4º                   | 13                   | 0                    | 1                    | 0                    | 1                    |
| 5º                   | 14                   | 0                    | 0                    | 0                    | 0                    |
| 6º                   | 15                   | 0                    | 0                    | 1                    | 1                    |
| 7º                   | 16                   | 1                    | 2                    | 0                    | 3                    |
| 8º                   | 17                   | 1                    | 1                    | 0                    | 2                    |
| 9º                   | 18                   | 0                    | 0                    | 0                    | 0                    |
| 10º                  | 19                   | 0                    | 0                    | 0                    | 0                    |
| 11º                  | 20                   | 0                    | 0                    | 0                    | 0                    |
| 12º                  | 21                   | 0                    | 1                    | 0                    | 1                    |
| 13º                  | 22                   | 1                    | 1                    | 1                    | 3                    |
| 14º                  | 23                   | 0                    | 0                    | 1                    | 1                    |
| 15º                  | 24                   | 2                    | 0                    | 1                    | 3                    |
| 16º                  | 25                   | 0                    | 0                    | 0                    | 0                    |
| Totale               | Totale               | 5                    | 6                    | 4                    | 15                   |

### Medagliere per discipline
| Sport        | Oro | Argento | Bronzo | Totale |
| ------------ | --- | ------- | ------ | ------ |
| Curling      | 0   | 1       | 1      | 2      |
| Sci alpino   | 2   | 3       | 2      | 7      |
| Sci di fondo | 1   | 0       | 0      | 1      |
| Snowboard    | 1   | 0       | 0      | 1      |
| Freestyle    | 1   | 2       | 1      | 4      |
| Totale       | 5   | 6       | 4      | 15     |

### Medaglie d'oro
| Medaglia | Nome                                                                     | Sport        | Evento                            |
| -------- | ------------------------------------------------------------------------ | ------------ | --------------------------------- |
| Oro      | Dario Cologna                                                            | Sci di fondo | 15 km maschile                    |
| Oro      | Sarah Höfflin                                                            | Freestyle    | Slopestyle femminile              |
| Oro      | Michelle Gisin                                                           | Sci alpino   | Combinata femminile               |
| Oro      | Nevin Galmarini                                                          | Snowboard    | Slalom gigante parallelo maschile |
| Oro      | Wendy Holdener Denise Feierabend Ramon Zenhäusern Daniel Yule Luca Aerni | Sci alpino   | Gara a squadre                    |

### Medaglie d'argento
| Medaglia | Nome                     | Sport      | Evento                    |
| -------- | ------------------------ | ---------- | ------------------------- |
| Argento  | Jenny Perret Martin Rios | Curling    | Doppio misto              |
| Argento  | Beat Feuz                | Sci alpino | Supergigante maschile     |
| Argento  | Wendy Holdener           | Sci alpino | Slalom speciale femminile |
| Argento  | Mathilde Gremaud         | Freestyle  | Slopestyle femminile      |
| Argento  | Marc Bischofberger       | Freestyle  | Ski cross maschile        |
| Argento  | Ramon Zenhäusern         | Sci alpino | Slalom speciale maschile  |

### Medaglie di bronzo
| Medaglia | Nome                                                                    | Sport      | Evento                  |
| -------- | ----------------------------------------------------------------------- | ---------- | ----------------------- |
| Bronzo   | Beat Feuz                                                               | Sci alpino | Discesa libera maschile |
| Bronzo   | Wendy Holdener                                                          | Sci alpino | Combinata femminile     |
| Bronzo   | Fanny Smith                                                             | Freestyle  | Ski cross femminile     |
| Bronzo   | Valentin Tanner Peter de Cruz Claudio Pätz Benoît Schwarz Dominik Märki | Curling    | Torneo maschile         |

## Biathlon

### Maschile
Il Svizzera ha diritto a schierare 5 atleti in seguito ad aver terminato tra la sesta e la ventesima posizione del ranking maschile per nazioni della Coppa del Mondo di biathlon 2017.
| Gara                    | Atleta                                                      | Penalità    | Tempo d'arrivo | Posizione |
| ----------------------- | ----------------------------------------------------------- | ----------- | -------------- | --------- |
| 10 km sprint            | Mario Dolder                                                | 5 (3+2)     | 25'54"8        | 64º       |
| 10 km sprint            | Jeremy Finello                                              | 3 (2+1)     | 25'54"7        | 63º       |
| 10 km sprint            | Benjamin Weger                                              | 1 (0+1)     | 24'15"5        | 15º       |
| 10 km sprint            | Serafin Wiestner                                            | 1 (0+1)     | 24'02"3        | 9º        |
| 12,5 km inseguimento    | Benjamin Weger                                              | 2 (1+0+0+1) | 33'54"8        | 6º        |
| 12,5 km inseguimento    | Serafin Wiestner                                            | 6 (0+1+3+2) | 36'37"0        | 28º       |
| 20 km individuale       | Mario Dolder                                                | 3 (0+1+0+2) | 52'46"5        | 49º       |
| 20 km individuale       | Jeremy Finello                                              | 3 (0+1+0+2) | 52'37"5        | 47º       |
| 20 km individuale       | Benjamin Weger                                              | 1 (1+0+0+0) | 48'52"4        | 6º        |
| 15 km partenza in linea | Benjamin Weger                                              | 5 (2+2+1+0) | 38'10"5        | 27º       |
| 15 km partenza in linea | Serafin Wiestner                                            | 3 (2+1+0+0) | 38'00"9        | 24º       |
| Staffetta 4x7,5 km      | Serafin Wiestner Benjamin Weger Jeremy Finello Mario Dolder | 24 (5+19)   | 1h23'06"1      | 15ª       |

### Femminile
La Svizzera ha diritto a schierare 5 atleti in seguito ad aver terminato tra la sesta e la ventesima posizione del ranking femminile per nazioni della Coppa del Mondo di biathlon 2017.
| Gara                      | Atleta                                                    | Penalità    | Tempo d'arrivo | Posizione |
| ------------------------- | --------------------------------------------------------- | ----------- | -------------- | --------- |
| 7,5 km sprint             | Irene Cadurisch                                           | 1 (1+0)     | 21'51"7        | 8ª        |
| 7,5 km sprint             | Elisa Gasparin                                            | 2 (0+2)     | 22'52"4        | 31ª       |
| 7,5 km sprint             | Selina Gasparin                                           | 4 (3+1)     | 23'18"4        | 41ª       |
| 7,5 km sprint             | Lena Häcki                                                | 3 (1+2)     | 22'39"7        | 26ª       |
| 10 km inseguimento        | Irene Cadurisch                                           | 4 (0+0+3+1) | 32'52"8        | 16ª       |
| 10 km inseguimento        | Elisa Gasparin                                            | 5 (2+2+1+0) | 34'11"2        | 35ª       |
| 10 km inseguimento        | Selina Gasparin                                           | 5 (2+2+1+0) | 34'40"2        | 39ª       |
| 10 km inseguimento        | Lena Häcki                                                | 3 (1+1+1+0) | 32'16"8        | 8ª        |
| 15 km individuale         | Aita Gasparin                                             | 5 (1+2+1+1) | 48'26"2        | 68ª       |
| 15 km individuale         | Elisa Gasparin                                            | 1 (1+0+0+0) | 43'22"4        | 8ª        |
| 15 km individuale         | Selina Gasparin                                           | 5 (1+0+2+2) | 48'07"4        | 65ª       |
| 15 km individuale         | Lena Häcki                                                | 4 (1+2+1+0) | 45'22"5        | 34ª       |
| 12,5 km partenza in linea | Irene Cadurisch                                           | 4 (2+1+1+0) | 39'44"7        | 28ª       |
| 12,5 km partenza in linea | Elisa Gasparin                                            | 5 (0+2+1+2) | 39'21"0        | 27ª       |
| 12,5 km partenza in linea | Lena Häcki                                                | 4 (1+2+0+1) | 38'22"3        | 23ª       |
| Staffetta 4x6 km          | Elisa Gasparin Lena Häcki Selina Gasparin Irene Cadurisch | 16 (0+16)   | 1h12'46"9      | 6ª        |

### Gare miste
| Gara                        | Atleti                                                    | Penalità  | Tempo d'arrivo | Posizione |
| --------------------------- | --------------------------------------------------------- | --------- | -------------- | --------- |
| Staffetta 2x6 km + 2x7,5 km | Elisa Gasparin Lena Häcki Benjamin Weger Serafin Wiestner | 14 (1+13) | 1h11'31"4      | 13ª       |

## Bob
La Svizzera ha qualificato nel bob cinque equipaggi: due nel bob a due maschile, altrettanti nel bob a quattro maschile e uno nel bob a due femminile, per un totale di dodici atleti, di cui nove uomini e tre donne(*).
| Gara                   | Equipaggio                                              | 1ª manche | 2ª manche | 3ª manche | 4ª manche | Totale  | Posizione |
| ---------------------- | ------------------------------------------------------- | --------- | --------- | --------- | --------- | ------- | --------- |
| Bob a due femminile    | Sabina Hafner Rahel Rebsamen                            | 50"86     | 51"16     | 51"07     | 51"21     | 3'24"30 | 9ª        |
| Bob a due maschile     | Clemens Bracher Michael Kuonen                          | 49"73     | 49"90     | 49"64     | 49"56     | 3'18"83 | 16ª       |
| Bob a due maschile     | Rico Peter Simon Friedli                                | 49"72     | 49"53     | 49"52     | 49"49     | 3'18"26 | 11ª       |
| Bob a quattro maschile | Clemens Bracher Alain Knuser Martin Meier Fabio Badraun | 49"06     | 49"54     | 49"59     | 49"72     | 3'17"91 | 14ª       |
| Bob a quattro maschile | Rico Peter Thomas Amrhein Simon Friedli Michael Kuonen  | 49"05     | 49"16     | 48"87     | 49"51     | 3'16"59 | 4ª        |

(*) Alex Baumann ed Eveline Rebsamen erano presenti come riserve.

## Combinata nordica
La Svizzera ha qualificato nella combinata nordica un solo atleta.
| Gara               | Atleta  | Salto     | Salto | Salto     | Fondo   | Fondo            | Posizione |
| Gara               | Atleta  | Lunghezza | Punti | Posizione | Tempo   | Tempo + distacco | Posizione |
| ------------------ | ------- | --------- | ----- | --------- | ------- | ---------------- | --------- |
| Trampolino normale | Tim Hug | 97,0 m    | 90,9  | 26º       | 24'59"4 | 27'38"4          | 27º       |
| Trampolino lungo   | Tim Hug | 117,5 m   | 104,6 | 27º       | 24'23"5 | 26'40"5          | 24º       |

## Curling

### Torneo maschile
La Svizzera ha diritto a partecipare al torneo maschile di curling in seguito aver concluso tra le prime sette posizioni nel ranking per la qualificazione alle Olimpiadi..
Classifica
| Squadre       | G | V | P | PF | PS |
| ------------- | - | - | - | -- | -- |
| Svezia        | 9 | 7 | 2 | 62 | 43 |
| Canada        | 9 | 6 | 3 | 56 | 46 |
| Stati Uniti   | 9 | 5 | 4 | 67 | 63 |
| Gran Bretagna | 9 | 5 | 4 | 55 | 60 |
| Svizzera      | 9 | 5 | 4 | 60 | 55 |
| Norvegia      | 9 | 4 | 5 | 45 | 54 |
| Corea del Sud | 9 | 4 | 5 | 54 | 59 |
| Giappone      | 9 | 4 | 5 | 48 | 56 |
| Italia        | 9 | 3 | 6 | 50 | 56 |
| Danimarca     | 9 | 2 | 7 | 53 | 70 |

### Torneo femminile
La Svizzera ha diritto a partecipare al torneo femminile di curling in seguito aver concluso tra le prime sette posizioni nel ranking per la qualificazione alle Olimpiadi..
Classifica
| Squadre                      | G | V | P | PF | PS |
| ---------------------------- | - | - | - | -- | -- |
| Corea del Sud                | 9 | 8 | 1 | 75 | 44 |
| Svezia                       | 9 | 7 | 2 | 64 | 48 |
| Gran Bretagna                | 9 | 6 | 3 | 61 | 56 |
| Giappone                     | 9 | 5 | 4 | 59 | 55 |
| Cina                         | 9 | 4 | 5 | 57 | 65 |
| Canada                       | 9 | 4 | 5 | 68 | 59 |
| Svizzera                     | 9 | 4 | 5 | 60 | 55 |
| Stati Uniti                  | 9 | 4 | 5 | 56 | 65 |
| Atleti Olimpici dalla Russia | 9 | 2 | 7 | 45 | 76 |
| Danimarca                    | 9 | 1 | 8 | 50 | 72 |

### Torneo misto
La Svizzera ha diritto a partecipare al torneo misto di curling in seguito aver concluso tra le prime sette posizioni nel ranking per la qualificazione alle Olimpiadi..
| Svizzera Uomo: Jenny Perret Donna: Martin Rios |
| ---------------------------------------------- |

#### Robin round
Risultati
| Sessione | Squadre                      | Finale | 1 | 2 | 3 | 4 | 5 | 6 | 7 | 8 | 9    |
| -------- | ---------------------------- | ------ | - | - | - | - | - | - | - | - | ---- |
| 1        | Cina                         | 5      | 1 | 0 | 0 | 2 | 0 | 1 | 0 | 1 | 0    |
| 1        | Svizzera                     | 7      | 0 | 1 | 1 | 0 | 1 | 0 | 2 | 0 | 2    |
| 2        | Finlandia                    | 6      | 0 | 0 | 2 | 0 | 0 | 2 | 2 | 0 | N.D. |
| 2        | Svizzera                     | 7      | 2 | 1 | 0 | 2 | 1 | 0 | 0 | 1 | N.D. |
| 3        | Stati Uniti                  | 4      | 1 | 1 | 0 | 1 | 0 | 0 | 1 | 0 | N.D. |
| 3        | Svizzera                     | 9      | 0 | 0 | 1 | 0 | 1 | 1 | 0 | 6 | N.D. |
| 4        | Svizzera                     | 5      | 1 | 0 | 0 | 2 | 1 | 0 | 1 | 0 | N.D. |
| 4        | Norvegia                     | 6      | 0 | 3 | 1 | 0 | 0 | 1 | 0 | 1 | N.D. |
| 5        | Canada                       | 7      | 0 | 4 | 0 | 1 | 1 | 1 | X | X | N.D. |
| 5        | Svizzera                     | 2      | 1 | 0 | 1 | 0 | 0 | 0 | X | X | N.D. |
| 6        | Svizzera                     | 6      | 2 | 1 | 0 | 1 | 1 | 0 | 1 | 0 | N.D. |
| 6        | Corea del Sud                | 4      | 0 | 0 | 1 | 0 | 0 | 1 | 0 | 2 | N.D. |
| 7        | Svizzera                     | 9      | 0 | 2 | 0 | 0 | 2 | 2 | 0 | 3 | N.D. |
| 7        | Atleti Olimpici dalla Russia | 8      | 2 | 0 | 4 | 1 | 0 | 0 | 1 | 0 | N.D. |

Classifica
| Squadre                      | G | V | P | PF | PS |
| ---------------------------- | - | - | - | -- | -- |
| Canada                       | 7 | 6 | 1 | 52 | 26 |
| Svizzera                     | 7 | 5 | 2 | 45 | 33 |
| Atleti Olimpici dalla Russia | 7 | 4 | 3 | 36 | 44 |
| Norvegia                     | 7 | 4 | 3 | 39 | 43 |
| Cina                         | 7 | 4 | 3 | 47 | 42 |
| Corea del Sud                | 7 | 2 | 5 | 42 | 47 |
| Stati Uniti                  | 7 | 2 | 5 | 37 | 43 |
| Finlandia                    | 7 | 1 | 6 | 35 | 53 |

#### Semifinale
| Squadre                      | Finale | 1 | 2 | 3 | 4 | 5 | 6 | 7 | 8 | 9    |
| ---------------------------- | ------ | - | - | - | - | - | - | - | - | ---- |
| Atleti Olimpici dalla Russia | 5      | 0 | 2 | 0 | 0 | 2 | 1 | 0 | 0 | N.D. |
| Svizzera                     | 7      | 2 | 0 | 1 | 1 | 0 | 0 | 2 | 1 | N.D. |

#### Finale
| Squadre  | Finale | 1 | 2 | 3 | 4 | 5 | 6 | 7 | 8 | 9    |
| -------- | ------ | - | - | - | - | - | - | - | - | ---- |
| Canada   | 10     | 2 | 0 | 4 | 0 | 2 | 2 | X | X | N.D. |
| Svizzera | 3      | 0 | 2 | 0 | 1 | 0 | 0 | X | X | N.D. |

## Hockey sul ghiaccio

### Torneo maschile
La Svizzera ha diritto a partecipare al torneo femminile di hockey sul ghiaccio in seguito ad aver concluso in ottava posizione nel ranking IHHF nel 2016.
| Pos. |               | PG | V | VOT | POT | P | GF | GS | DR | Pt |
| 1.   | Canada        | 0  | 0 | 0   | 0   | 0 | 0  | 0  | 0  | 0  |
| 2.   | Rep. Ceca     | 0  | 0 | 0   | 0   | 0 | 0  | 0  | 0  | 0  |
| 3.   | Svizzera      | 0  | 0 | 0   | 0   | 0 | 0  | 0  | 0  | 0  |
| 4.   | Corea del Sud | 0  | 0 | 0   | 0   | 0 | 0  | 0  | 0  | 0  |

### Torneo femminile
La Svizzera ha diritto a partecipare al torneo femminile di hockey sul ghiaccio in seguito ad aver vinto il torneo preolimpico di Arosa.
| Pos. |               | PG | V | VOT | POT | P | GF | GS | DR | Pt |
| 1.   | Svezia        | 0  | 0 | 0   | 0   | 0 | 0  | 0  | 0  | 0  |
| 2.   | Svizzera      | 0  | 0 | 0   | 0   | 0 | 0  | 0  | 0  | 0  |
| 3.   | Giappone      | 0  | 0 | 0   | 0   | 0 | 0  | 0  | 0  | 0  |
| 4.   | Corea del Sud | 0  | 0 | 0   | 0   | 0 | 0  | 0  | 0  | 0  |

## Pattinaggio di figura
La Svizzera ha qualificato nel pattinaggio di figura un atleta, in seguito al 2017 CS Nebelhorn Trophy.
| Gara      | Atleta          | Programma corto | Programma corto | Programma libero | Programma libero | Totale | Totale    |
| Gara      | Atleta          | Punti           | Posizione       | Punti            | Posizione        | Punti  | Posizione |
| --------- | --------------- | --------------- | --------------- | ---------------- | ---------------- | ------ | --------- |
| Femminile | Alexia Paganini | 55.26           | 19ª Q           | 101.00           | 22ª              | 156.26 | 21ª       |

## Pattinaggio di velocità

### Uomini
| Gara   | Atleta       | Tempo   | Tempo   | Tempo   | Posizione |
| ------ | ------------ | ------- | ------- | ------- | --------- |
| 1500 m | Livio Wenger | 1'47"76 | 1'47"76 | 1'47"76 | 25º       |
| 5000 m | Livio Wenger | 6'24"16 | 6'24"16 | 6'24"16 | 17º       |

| Gara       | Atleta       | Semifinali | Semifinali | Semifinali | Finale | Finale  | Finale |
| Gara       | Atleta       | Punti      | Tempo      | Pos.       | Punti  | Tempo   | Pos.   |
| ---------- | ------------ | ---------- | ---------- | ---------- | ------ | ------- | ------ |
| Mass start | Livio Wenger | 5          | 8'17"17    | 7º Q       | 11     | 8'13"08 | 4º     |

### Donne
| Gara       | Atleta       | Semifinali | Semifinali | Semifinali | Finale          | Finale          | Finale          |                 |
| Gara       | Atleta       | Punti      | Tempo      | Pos.       | Punti           | Tempo           | Pos.            |                 |
| ---------- | ------------ | ---------- | ---------- | ---------- | --------------- | --------------- | --------------- | --------------- |
| Mass start | Ramona Härdi | 0          | 2:49.59    | 12ª        | Non qualificata | Non qualificata | Non qualificata | Non qualificata |

## Salto con gli sci
La Svizzera aveva qualificato nel salto con gli sci quattro atleti, tutti uomini; tuttavia decise di portarne soltanto due.

### Uomini
| Gara               | Atleta             | Qualificazioni | Qualificazioni | Qualificazioni | Finale      | Finale      | Finale      | Finale          | Finale          | Finale          | Finale          | Finale          |
| Gara               | Atleta             | Qualificazioni | Qualificazioni | Qualificazioni | Primo salto | Primo salto | Primo salto | Secondo salto   | Secondo salto   | Secondo salto   | Punti totali    | Posizione       |
| Gara               | Atleta             | Lunghezza      | Punti          | Pos.           | Lunghezza   | Punti       | Pos.        | Lunghezza       | Punti           | Pos.            | Punti totali    | Posizione       |
| ------------------ | ------------------ | -------------- | -------------- | -------------- | ----------- | ----------- | ----------- | --------------- | --------------- | --------------- | --------------- | --------------- |
| Trampolino normale | Simon Ammann       | 102,0 m        | 122,3          | 10º Q          | 105,0 m     | 119,4       | 11º         | 104,5 m         | 117,2           | 10º             | 236,6           | 11º             |
| Trampolino normale | Gregor Deschwanden | 89,5 m         | 92,3           | 43º Q          | 99,5 m      | 100,1       | 28º         | 91,5 m          | 85,2            | 29º             | 185,3           | 29º             |
| Trampolino lungo   | Simon Ammann       | 140,0 m        | 122,6          | 10º Q          | 133,5 m     | 131,6       | 10º         | 130,5 m         | 125,0           | 13º             | 256,6           | 13º             |
| Trampolino lungo   | Gregor Deschwanden | 128,0 m        | 103,5          | 24º Q          | 123,0 m     | 105,8       | 36º         | Non qualificato | Non qualificato | Non qualificato | Non qualificato | Non qualificato |

## Sci freestyle
L'Austria ha qualificato nello sci ventitre atleti, sette donne e sedici uomini.

### Gobbe
| Atleta          | Evento    | Qualificazione | Qualificazione | Qualificazione | Qualificazione | Qualificazione | Qualificazione | Qualificazione | Qualificazione | Finale          | Finale          | Finale          | Finale          | Finale          | Finale          | Finale          | Finale          | Finale          | Finale          | Finale          | Finale          |
| Atleta          | Evento    | Run 1          | Run 1          | Run 1          | Run 1          | Run 2          | Run 2          | Run 2          | Run 2          | Run 1           | Run 1           | Run 1           | Run 1           | Run 2           | Run 2           | Run 2           | Run 2           | Run 3           | Run 3           | Run 3           | Run 3           |
| Atleta          | Evento    | Tempo          | Punti          | Totale         | Posizione      | Tempo          | Punti          | Totale         | Posizione      | Tempo           | Punti           | Totale          | Posizione       | Tempo           | Punti           | Totale          | Posizione       | Tempo           | Punti           | Totale          | Posizione       |
| --------------- | --------- | -------------- | -------------- | -------------- | -------------- | -------------- | -------------- | -------------- | -------------- | --------------- | --------------- | --------------- | --------------- | --------------- | --------------- | --------------- | --------------- | --------------- | --------------- | --------------- | --------------- |
| Deborah Scanzio | Femminile | 30"82          | 53.11          | 66.38          | 21ª            | 31"29          | 56.28          | 69.02          | 11ª            | Non qualificata | Non qualificata | Non qualificata | Non qualificata | Non qualificata | Non qualificata | Non qualificata | Non qualificata | Non qualificata | Non qualificata | Non qualificata | Non qualificata |

### Halfpipe
| Atleta            | Evento   | Qualificazioni | Qualificazioni | Qualificazioni | Qualificazioni | Finale          | Finale          | Finale          | Finale          | Finale          |
| Atleta            | Evento   | Run 1          | Run 2          | Migliore       | Posizione      | Run 1           | Run 2           | Run 3           | Migliore        | Posizione       |
| ----------------- | -------- | -------------- | -------------- | -------------- | -------------- | --------------- | --------------- | --------------- | --------------- | --------------- |
| Robin Briguet     | Maschile | 23.00          | 29.40          | 29.40          | 25º            | Non qualificato | Non qualificato | Non qualificato | Non qualificato | Non qualificato |
| Joel Gisler       | Maschile | 59.80          | 9.80           | 59.80          | 18º            | Non qualificato | Non qualificato | Non qualificato | Non qualificato | Non qualificato |
| Rafael Kreienbühl | Maschile | 55.20          | 22.20          | 55.20          | 19º            | Non qualificato | Non qualificato | Non qualificato | Non qualificato | Non qualificato |

### Salti
| Atleta        | Evento   | Qualificazioni | Qualificazioni | Qualificazioni | Qualificazioni | Finale          | Finale          | Finale          | Finale          | Finale          | Finale          |
| Atleta        | Evento   | Salto 1        | Salto 1        | Salto 2        | Salto 2        | Salto 1         | Salto 1         | Salto 2         | Salto 2         | Salto 3         | Salto 3         |
| Atleta        | Evento   | Punti          | Posizione      | Punti          | Posizione      | Punti           | Posizione       | Punti           | Posizione       | Punti           | Posizione       |
| ------------- | -------- | -------------- | -------------- | -------------- | -------------- | --------------- | --------------- | --------------- | --------------- | --------------- | --------------- |
| Mischa Gasser | Maschile | 113.72         | 14º            | 121.72         | 6º Q           | 99.12           | 11º             | Non qualificato | Non qualificato | Non qualificato | Non qualificato |
| Nicolas Gygax | Maschile | 88.29          | 20º            | 88.92          | 17º            | Non qualificato | Non qualificato | Non qualificato | Non qualificato | Non qualificato | Non qualificato |
| Dimitri Isler | Maschile | 123.98         | =7º            | 88.94          | 3º Q           | 97.79           | 12º             | Non qualificato | Non qualificato | Non qualificato | Non qualificato |
| Noé Roth      | Maschile | 116.06         | 13º            | 116.64         | 10º            | Non qualificato | Non qualificato | Non qualificato | Non qualificato | Non qualificato | Non qualificato |

### Ski cross
| Atleta             | Evento    | Qualificazioni | Qualificazioni | Ottavi di finale | Quarti di finale | Semifinali      | Finale          |
| Atleta             | Evento    | Tempo          | Posizione      | Ottavi di finale | Quarti di finale | Semifinali      | Finale          |
| ------------------ | --------- | -------------- | -------------- | ---------------- | ---------------- | --------------- | --------------- |
| Marc Bischofberger | Maschile  | 1'09"99        | 9º             | 1º Q             | 2º Q             | 2º FA           |                 |
| Alex Fiva          | Maschile  | 1'08"74        | 1º             | 1º Q             | 3º               | Non qualificato | Non qualificato |
| Jonas Lenherr      | Maschile  | 1'10"12        | 13º            | 2º Q             | 4º               | Non qualificato | Non qualificato |
| Armin Niederer     | Maschile  | 1'09"46        | 4º             | 1º Q             | 1º Q             | 3º FB           | 5º              |
| Priscillia Annen   | Femminile | 2'30"03        | 23ª            | 3ª               | Non qualificata  | Non qualificata | Non qualificata |
| Talina Gantenbein  | Femminile | 1'15"97        | 16ª            | 2ª Q             | 3ª               | Non qualificata | Non qualificata |
| Sanna Lüdi         | Femminile | 1'15"13        | 10ª            | 2ª Q             | 2ª Q             | 3ª FB           | 7ª              |
| Fanny Smith        | Femminile | 1'13"90        | 5ª             | 1ª Q             | 1ª Q             | 2ª FA           |                 |

### Slopestyle
| Atleta           | Evento    | Qualificazioni | Qualificazioni | Qualificazioni | Qualificazioni | Finale          | Finale          | Finale          | Finale          | Finale          |
| Atleta           | Evento    | Run 1          | Run 2          | Migliore       | Posizione      | Run 1           | Run 2           | Run 3           | Migliore        | Posizione       |
| ---------------- | --------- | -------------- | -------------- | -------------- | -------------- | --------------- | --------------- | --------------- | --------------- | --------------- |
| Elias Ambühl     | Maschile  | 89.60          | 67.40          | 89.60          | 9º Q           | 18.80           | 71.60           | 73.20           | 73.20           | 9º              |
| Fabian Bösch     | Maschile  | 8.20           | 55.00          | 55.00          | 24º            | Non qualificato | Non qualificato | Non qualificato | Non qualificato | Non qualificato |
| Jonas Hunziker   | Maschile  | 85.80          | 64.80          | 85.80          | 12º Q          | 5.20            | 66.20           | 46.40           | 66.20           | 10º             |
| Andri Ragettli   | Maschile  | 95.00          | 27.40          | 95.00          | 2º Q           | 85.80           | 73.20           | 65.40           | 85.80           | 7º              |
| Mathilde Gremaud | Femminile | 85.40          | 71.60          | 85.40          | 5ª Q           | 88.00           | 29.40           | 29.40           | 88.00           |                 |
| Sarah Höfflin    | Femminile | 83.00          | 21.20          | 83.00          | 7ª Q           | 83.80           | 27.80           | 91.20           | 91.20           |                 |

## Skeleton
La Svizzera aveva qualificato nello skeleton un solo atleta nel singolo maschile, rinunciando tuttavia a tale quota. Prenderà invece parte alla gara femminile con un'atleta, a causa della rinuncia all'evento da parte dei Paesi Bassi per una quota..
| Gara              | Atleta           | 1ª manche | 2ª manche | 3ª manche | 4ª manche | Totale  | Posizione |
| ----------------- | ---------------- | --------- | --------- | --------- | --------- | ------- | --------- |
| Singolo femminile | Marina Gilardoni | 52"34     | 52"35     | 52"28     | 52"46     | 3'29"43 | 11ª       |

## Slittino
La Svizzera aveva qualificato nello slittino due atlete, entrambe nel singolo donne. Tuttavia decise di portarne in gara soltanto una, e il posto resosi vacante è stato assegnato alla Croazia.
| Gara              | Atleta         | 1ª manche | 2ª manche | 3ª manche | 4ª manche | Totale   | Posizione |
| ----------------- | -------------- | --------- | --------- | --------- | --------- | -------- | --------- |
| Singolo femminile | Martina Kocher | 46"837    | 46"657    | 46"638    | 46"761    | 3'06"893 | 11ª       |